# Waldemar Gonçalves
Waldemar Gonçalves, dit Coroa, né le 15 janvier 1916 et mort à la fin du XXe siècle, est un ancien joueur brésilien de basket-ball.